# Kirkbi
Kirkbi A/S er et dansk investerings- og holdingselskab, der som sin primære aktivitet ejer 75 procent af LEGO Group. Selskabet har en egenkapital på 76,3 mia. kr. (2017).
Navnet Kirkbi refererer til LEGO's stiftere, familien Kirk Christiansen og Billund, hvor virksomheden har hovedsæde. 
Virksomheden har også aktiviteter på Østergade i København.
Kirkbi er organiseret som et aktieselskab og privatejet af medlemmer af Kirk Kristiansen-familien, heriblandt Kjeld Kirk Kristiansen, Sofie Kirk Kristiansen, Thomas Kirk Kristiansen og Agnete Kirk Thinggaard.
Udover hovedaktionærposten i LEGO ejer Kirkbi A/S 50 procent af Merlin Entertainments Group, som blandt andet driver Legoland-parkerne over hele verden, samt 100% af Interlego AG, Schweiz. I 2014 overtog Kirkbi A/S den tysk-amerikansk ildslukkere-producent minimax fra Bad Oldesloe.
Kirkbi A/S blev i sin nuværende form dannet i 2008 ved at sammenlægge Lego Holding A/S og Kirkbi Invest A/S. 
Siden 1. marts 2010 har Søren Thorup Sørensen været Kirkbis administrerende direktør.